# Kraftwerk Tata Mundra
Das Kraftwerk Tata Mundra ist ein Kohlekraftwerk in Indien, das am Arabischen Meer nahe der Stadt Mundra im Bundesstaat Gujarat gelegen ist.
Mit einer installierten Leistung von 4 GW ist es eines der leistungsstärksten thermischen Kraftwerke in Indien und dient zur Abdeckung der Grundlast. Tata Mundra ist das erste Ultra Mega Power Plant (UMPP) in Indien. Bei einem UMPP handelt es sich um ein Kohlekraftwerk mit einer Kapazität von rund 4 GW, das superkritische Technologie verwendet (englisch supercritical: siehe Überkritisches Wasser).
Das Kraftwerk ist im Besitz der Tata Power Company Ltd., wird aber von Coastal Gujarat Power Limited (CGPL), einer Tochter von Tata Power betrieben. Die Kosten für Tata Mundra beliefen sich auf 4,2 Milliarden US-Dollar.

## Kraftwerksblöcke
Das Kraftwerk besteht aus fünf Blöcken mit jeweils maximal 800 MW Leistung. Die Kessel der Blöcke wurden von Doosan geliefert, die Turbinen und Generatoren dafür stammen von Toshiba. Die Blöcke gingen nacheinander im Februar, Juli und Oktober 2012 sowie Januar und März 2013 in Betrieb.
Dem Kraftwerk angeschlossen sind Anlagen zur Meerwasserentsalzung, die 25.200 m³ Meerwasser am Tag aufbereiten können. Sie verwenden Umkehrosmose für den Entsalzungsprozess.

## Umwelt
Das Kraftwerk wird für die Zerstörung der Existenzgrundlage der lokalen Bevölkerung verantwortlich gemacht.

## Sonstiges
Das Kraftwerk benötigt zwischen 10 und 12 Mio. t Kohle im Jahr, die per Schiff aus Indonesien in den von der Firma Adani Ports and Special Economic Zone Limited (APSEZ) betriebenen Kohlehafen in Mundra angeliefert wird. Tata Power hat sich an Kohlebergwerken in Indonesien beteiligt, um die Versorgung sicherzustellen.
Die Kosten der importierten Kohle sind aufgrund geänderter indonesischer Exportrichtlinien aber gestiegen, so dass das Kraftwerk bei dem Strompreis, der zum Zeitpunkt der Vergabe festgelegt wurde, nicht mehr rentabel betrieben werden kann. Tata Power bot ursprünglich einen Preis von 2,26 Rs pro kWh für die nächsten 25 Jahre an, um den Zuschlag zu erhalten. Die Mehrkosten beziffert Tata Power auf 0,67 Rs pro kWh und ist deshalb in Verhandlungen mit der Central Electricity Regulatory Commission (CERC), um den Preis anzupassen.
Es wurden sechs 400-kV-Leitungen gebaut, um das Kraftwerk mit dem indischen Stromnetz zu verbinden. Tata Power hat Verträge mit den Bundesstaaten Gujarat (1.805 MW), Punjab (475 MW), Rajasthan (380 MW), Maharashtra (760 MW) und Haryana (380 MW), die den Strom abnehmen.
In unmittelbarer Nähe befindet sich ein weiteres Kohlekraftwerk, das Kraftwerk Mundra, welches von Adani Power betrieben wird.